# Модерно предградие
 Тази статия е за квартала на София, България.  За промишлената зона вижте Модерно предградие (промишлена зона).  
Модерно предградие е квартал в София. Включен е в район Връбница на Столична община.
На юг кварталът граничи с 8-и, 9-и и 10-и микрорайон на ж.к. Люлин, като границата между двата квартала е бул. „Сливница“ – една от най-големите пътни артерии, осигуряваща бързо придвижване до центъра на града. На запад се простира до бул. „Панчо Владигеров“. На север граничи с гробищен парк „Бакърена фабрика“, ж.к. Връбница 1, ж.к. Надежда 3 и ж.к. Надежда 1, а на изток – с ж.к. Захарна фабрика.
Застрояването на квартала започва през 1914 година, като през 1934 година територията му е разширена. Населението на квартала живее предимно в къщи. Има и панелни блокове (от серия Бс-69-Сф-УД-83)– те са 9 на брой, 8 – 9 етажни. Строени са в началото и средата на 90-те години. В тях живеят предимно млади семейства с деца. Има добре заредени магазини, кафета, пицария, тото, поща, две аптеки и два салона за красота. До северозападния край на квартала се намират и филиали на търговските вериги ХИТ и „Практикер“.
В квартала се намира Националната гимназия за древни езици и култури – на улица „Баба“ № 16, ДГ 198 „Косе Босе“ (ул. „Войводово“ № 4), читалище „Св. св. Кирил и Методий“, както и храмът „Свети Мина“. Има удобен транспорт: автобусни линии 108 (до кв. „Надежда“ и стоков базар „Илиенци), както и автобуси 82 и 309, пътуващи до Сточна гара. На кръстовището на бул. „Сливница“ и бул. „Панчо Владигеров“/ул. „Обелско шосе“ (до югозападната част на квартала) е разположена метростанция „Сливница“, чрез която жителите на квартала могат да стигнат до множество други квартали и Центъра.

## Улици и произход на имената им
| Път                                | Наречен на                                            | Местоположение |
| ---------------------------------- | ----------------------------------------------------- | -------------- |
| „23-ти декември“                   | ?                                                     | Карта          |
| „280“                              | –                                                     | Карта          |
| „3019“                             | –                                                     | Карта          |
| „3020“                             | –                                                     | Карта          |
| „3021“                             | –                                                     | Карта          |
| „3022“                             | –                                                     | Карта          |
| „357“                              | –                                                     | Карта          |
| „359“                              | –                                                     | Карта          |
| „360“                              | –                                                     | Карта          |
| „361“                              | –                                                     | Карта          |
| „362“                              | –                                                     | Карта          |
| „363“                              | –                                                     | Карта          |
| „364“                              | –                                                     | Карта          |
| „365“                              | –                                                     | Карта          |
| „366“                              | –                                                     | Карта          |
| „367“                              | –                                                     | Карта          |
| „368“                              | –                                                     | Карта          |
| „369“                              | –                                                     | Карта          |
| „372“                              | –                                                     | Карта          |
| „373“                              | –                                                     | Карта          |
| „374“                              | –                                                     | Карта          |
| „375“                              | –                                                     | Карта          |
| „376“                              | –                                                     | Карта          |
| „377“                              | –                                                     | Карта          |
| „378“                              | –                                                     | Карта          |
| „379“                              | –                                                     | Карта          |
| „Адам Мицкевич“                    | Адам Мицкевич (1798 – 1855), полски поет              | Карта          |
| „Антон Кецкаров“                   | Антон Кецкаров (1865 – 1945), общественик             | Карта          |
| „Баба“                             | Баба, планина в Северна Македония и Гърция            | Карта          |
| „Босилеград“                       | Босилеград, град в югоизточна Сърбия                  | Карта          |
| „Братя Станиславови“               | Станиславови, католически род                         | Карта          |
| „Брянска гора“                     | Брянска гора, резерват в Русия                        | Карта          |
| „Ведрина“                          | ?                                                     | Карта          |
| „Великден“                         | Великден, християнски празник                         | Карта          |
| „Велинград“                        | Велинград, град в Пещерско                            | Карта          |
| „Виделина“                         | ?                                                     | Карта          |
| „Виткова ливада“                   | ?                                                     | Карта          |
| „Войводово“                        | Войводово, село в Оряховско                           | Карта          |
| „Връх Манчо“                       | Манчо, връх в Рила                                    | Карта          |
| „Връшка чука“                      | Връшка чука, възвишение в Предбалкана                 | Карта          |
| „Вълчо Георгиев“                   | Вълчо Хаджиев (1871 – 1920), революционер             | Карта          |
| „Вяра“                             | Вяра, психическо състояние                            | Карта          |
| „Георги Живков“                    | Георги Живков (1844 – 1899), политик                  | Карта          |
| „Годеч“                            | Годеч, град в Западна България                        | Карта          |
| „Динамо“                           | ?                                                     | Карта          |
| „Дружба“                           | Приятелство, социално взаимоотношение                 | Карта          |
| „Иван Димов Ненов“                 | ?                                                     | Карта          |
| „Какач“                            | Какач, река в района                                  | Карта          |
| „Кирил Дрангов“                    | Кирил Дрангов (1901 – 1946), революционер             | Карта          |
| „Красино“                          | ?                                                     | Карта          |
| „Кронщадт“                         | Кронщат, град в Русия                                 | Карта          |
| „Кубрат“                           | Кубрат (605 – 665), владетел на Стара Велика България | Карта          |
| „Кутловица“                        | Монтана, град в Северозападна България                | Карта          |
| „Майстор Манол“                    | Майстор Манол, легендарен персонаж                    | Карта          |
| „Маслиново клонче“                 | Маслинова клонка, символ на мира                      | Карта          |
| „Методи Македонски“                | Матьо Македонски (1891 – 1958), актьор                | Карта          |
| „Мукден“                           | Шънян, град в Китай                                   | Карта          |
| „Мъглиж“                           | Мъглиж, град в Казанлъшко                             | Карта          |
| „Надежда“                          | Надежда (1899 – 1958), княгиня                        | Карта          |
| „Обединение“                       | ?                                                     | Карта          |
| „Панчо Владигеров“                 | Панчо Владигеров (1899 – 1978), композитор            | Карта          |
| „Подкрепа“                         | ?                                                     | Карта          |
| „Проф. Янаки Моллов“               | Янаки Моллов (1882 – 1948), политик                   | Карта          |
| „Ростов“                           | Ростов, град в Русия                                  | Карта          |
| „Светла“                           | ?                                                     | Карта          |
| „Сливница“                         | Сливница, град в Софийско                             | Карта          |
| „Справедливост“                    | Справедливост, морална ценност                        | Карта          |
| „Старата църква“                   | „Свети Мина“, църква в района                         | Карта          |
| „Старши подофицер Йордан Димитров“ | ?                                                     | Карта          |
| „Стефан Дуньов“                    | Стефан Дуньов (1815 – 1889), банатски революционер    | Карта          |
| „Суходол“                          | Суходол, квартал на София                             | Карта          |
| „Топола“                           | Топола (Populus), род растения                        | Карта          |
| „Цариброд“                         | Цариброд, град в югоизточна Сърбия                    | Карта          |
| „Цветница“                         | Цветница, християнски празник                         | Карта          |
| „Черни Дрин“                       | Черни Дрин, река в Албания и Северна Македония        | Карта          |
| „Шабла“                            | Шабла, град в Балчишко                                | Карта          |